# Wilhelm von Hohenau
Le comte Georg Albrecht Wilhelm von Hohenau, né le 25 avril 1854 au château d'Albrechtsberg, près de Dresde, et mort le 28 octobre 1930 à Bad Flinsberg, est un général prussien au sein de l'Empire allemand, cousin du Kaiser Guillaume.

## Biographie
Wilhelm von Hohenau est le fils du prince Albert de Prusse (1809-1872) et le petit-fils du roi Frédéric-Guillaume III. Son père, après s'être séparé de son épouse, la princesse Marianne des Pays-Bas, avait fait un mariage morganatique avec Rosalie von Rauch (1820-1879), fille du ministre de la guerre, le général von Rauch. Ce mariage avait provoqué l'exclusion du prince Albert de la maison de Hohenzollern et Sophie von Rauch avait été titrée comtesse de Hohenau.
Le comte fait une carrière militaire, jusqu'à atteindre le grade de lieutenant-général. Il est aide-de-camp de son cousin Guillaume II et commandant de la cavalerie de la garde impériale, au sein de la première brigade. Le comte faisait partie du cercle de Liebenberg qui tombera dans un scandale, sans doute provoqué par les détracteurs du régime, l'affaire Harden-Eulenburg. Il fut lavé de tout soupçon, mais dut néanmoins démissionner de l'armée.
Lorsque son frère cadet Friedrich mourut en 1914, Wilhelm von Hohenau fut le seul héritier de l'imposant château d'Albrechtsberg qu'il dut vendre pour dettes de jeu à la ville de Dresde en 1925. Il vécut alors modestement jusqu'à sa mort dans un appartement de Dresde. Il est enterré à côté de sa mère et de son frère au cimetière de Weisser Hirsch (de), dans le quartier du même nom, à Dresde.

## Famille

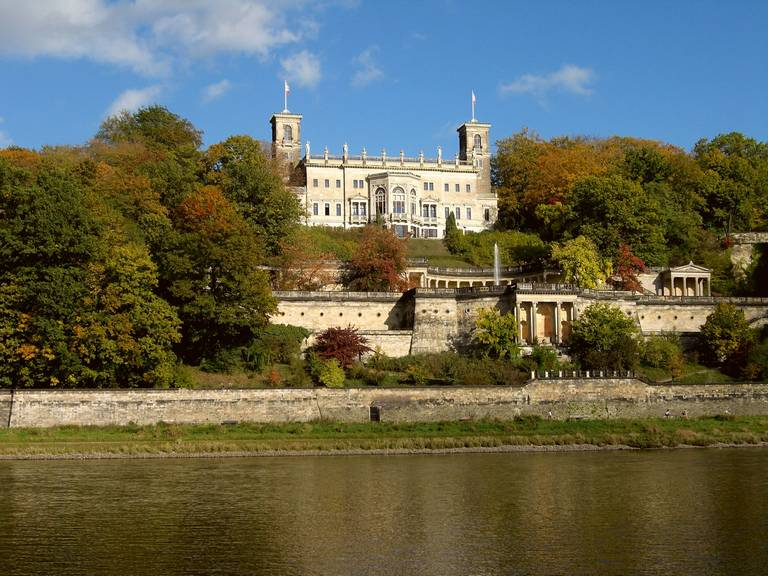
Château d'Albrechtsberg

Le comte de Hohenau épouse en 1878 en premières noces la comtesse Laura Saurma von und zu der Jeltsch (1857-1884), fille d'Arthur von Saurma-Jeltsch (de), qui lui donne deux filles :
- Élisabeth (1879-1956) qui épouse en 1897 le comte Eberhard von Matuschka (1870-1920),
- Marie-Rosalie (1880-?).

Devenu veuf, il épouse en 1887 en secondes noces la princesse Marguerite de Hohenlohe-Öhringen (1864-1940), fille du duc d'Ujest, immensément riche. De cette union sont issus :
- Maria Viktoria (1889-1934) qui épouse le baron Hans Karl von Dörnberg (1875-1924),
- Friedrich Wilhelm (1890-1918), mort au combat.